# Reulsberg
Reulsberg is de naam van een bos- en natuurgebied ten zuidoosten van Horst in de Nederlandse provincie Limburg.
Het gebied is 105 ha groot en bestaat uit een stuifzandduin dat, teneinde het zand te beteugelen, met naaldhout werd bebost. Er zijn enkele heide- en stuifzandrelicten. De Reulsberg is een wandelgebied, deels in eigendom van de gemeente Horst aan de Maas, deels in handen van particulieren.
Het gebied is gelegen tussen het dal van de Groote Molenbeek met natuurgebied 't Ham, en het dal van de Langevense Loop. Beide waterlopen lopen in noordoostelijke richting.
Aan de rand van het bos staat de Sint-Joriskapel.